# Ercole e Onfale (Boucher)
Ercole e Onfale (in francese: Hercule et Omphale; in russo Геркулес и Омфала?, Gerkules i Omfala) è un dipinto a olio su tela realizzato dal pittore francese François Boucher nel 1735 circa e conservato al Museo Puškin delle belle arti di Mosca.

## Soggetto
Nella mitologia greco-romana Onfale era la figlia di Iardano e la consorte di Tmolo, il principe della Lidia, di cui ereditò il trono alla sua morte. Durante il suo regno, Ercole (o Eracle per i Greci) si recò da lei in qualità di schiavo condannato a servirla a causa di un oracolo. Il semidio si innamorò di lei e le riservava ogni genere di attenzioni, ma la regina decise di burlarsene, costringendolo a indossare degli abiti femminili e a usare il fuso e la conocchia tra le sue serve, mentre ella sfoggiava la sua pelle del leone di Nemea e la clava. Alla fine, anche Onfale ricambiò i suoi sentimenti, i due si sposarono ed ebbero un figlio, Agelao.

## Descrizione
L'immagine di Ercole che fila ai piedi di un'Onfale abbigliata con la sua pelle e la clava fu trattata molto nell'arte rinascimentale e barocca, ma Boucher scelse il momento successivo, molto meno frequente, nel quale entrambi si lasciano trasportare dalla passione.
Pertanto, l'artista ritrae il momento in un interno contemporaneo lussuoso che raffigura la camera da letto della sovrana, con l'eroe seduto sul letto che la bacia con la passione e la forza che ci si aspetta da lui. La presenza di due amorini, che si allontanano prendendosi la pelle leonina e la filatura, riduce la tensione della scena, accentuata dalla posa eloquente degli amanti. In entrambe le figure si distingue chiaramente l'influenza di Rubens, soprattutto per la loro nudità, anche se dalle forme non tanto rotonde, ma adattate ai nuovi e raffinati gusti del rococò. Il colore intenerisce la tensione della passione, mescolando in modo molto naturale una gamma cromatica dolce con un'illuminazione tenue che fa risaltare il candore del corpo femminile.
L'opera si distacca un po' dai temi tipici dell'artista, anche se comunque nell'opera di Boucher non manca la sensualità.